# Film in 1997
Dit artikel gaat over de film in het jaar 1997.

## Succesvolste films
De tien films uit 1997 die het meest opbrachten
| Rang | Titel                         | Distributeur                          | Opbrengst wereldwijd |
| ---- | ----------------------------- | ------------------------------------- | -------------------- |
| 1    | Titanic                       | Paramount Pictures / 20th Century Fox | $ 2.248.035.869      |
| 2    | The Lost World: Jurassic Park | Universal Pictures                    | $ 618.638.999        |
| 3    | Men in Black                  | Columbia Pictures                     | $ 589.390.539        |
| 4    | Tomorrow Never Dies           | United Artists                        | $ 333.011.068        |
| 5    | Air Force One                 | Columbia Pictures                     | $ 315.156.409        |
| 6    | As Good as It Gets            | TriStar Pictures                      | $ 314.178.011        |
| 7    | Liar Liar                     | Universal Pictures                    | $ 302.710.615        |
| 8    | My Best Friend's Wedding      | TriStar Pictures                      | $ 299.288.605        |
| 9    | The Fifth Element             | Columbia Pictures                     | $ 263.920.180        |
| 10   | The Full Monty                | Fox Searchlight Pictures              | $ 257.850.122        |

## Bestbezochte films in Nederland
1. Bean: The Ultimate Disaster Movie (ca. 1.010.000 bezoekers)
2. 101 Dalmatiërs (ca. 812.000 bezoekers)
3. The Lost World: Jurassic Park (ca. 796.000 bezoekers)
4. Men in Black (ca. 730.000 bezoekers)
5. The English Patient (ca. 693.000 bezoekers)
6. Liar Liar (ca. 683.000 bezoekers)
7. Ransom (ca. 591.000 bezoekers)
8. Space Jam (ca. 564.000 bezoekers)
9. Face/Off (ca. 516.000 bezoekers)
10. Tomorrow Never Dies (ca. 468.000 bezoekers)

## Prijzen
Academy Awards
- Beste film – Titanic
- Beste acteur - Jack Nicholson (As Good as It Gets)
- Beste actrice - Helen Hunt (As Good as It Gets)
- Beste niet-Engelstalige film – Karakter

Golden Globes
- Beste film, drama – Titanic
- Beste film, komedie of musical – As Good as It Gets

Gouden Leeuw (Venetië)
- Beste film – Hana-bi

Gouden Beer (Berlijn)
- Beste film – The People vs. Larry Flynt

Palm d'Or
- Beste film - Taste of Cherry (Iraanse/Franse film)

## Lijst van films
- 12 Angry Men
- Abre los ojos
- Absolute Power
- Air Force One
- Alien: Resurrection
- All Stars
- Amistad
- Anaconda
- Anastasia
- Anna Karenina
- As Good as It Gets
- Austin Powers: International Man of Mystery
- Batman & Robin
- Bean: The Ultimate Disaster Movie
- Boogie Nights
- Chasing Amy
- Con Air
- Conspiracy Theory
- Contact
- Cop Land
- Dante's Peak
- Deconstructing Harry
- The Devil's Advocate
- The Devil's Own
- Dobermann
- Donnie Brasco
- Escape from Tibet
- Face/Off
- Fierce Creatures
- The Fifth Element
- Flubber
- The Full Monty
- Funny Games
- G.I. Jane
- The Game
- Gattaca
- George of the Jungle
- Good Will Hunting
- Hercules
- Home Alone 3
- I Know What You Did Last Summer
- The Ice Storm
- In & Out
- The Jackal
- Jackie Brown
- Jungle 2 Jungle
- Karakter
- Kiss the Girls
- Kundun
- L.A. Confidential
- Liar Liar
- A Life Less Ordinary
- Lolita
- The Long Way Home
- Lost Highway
- The Lost World: Jurassic Park
- Ma vie en rose
- Men in Black
- Metro
- Midnight in the Garden of Good and Evil
- Mimic
- Mousehunt
- Mrs. Brown
- My Best Friend's Wedding
- Nothing to Lose
- One Fine Day
- The Peacemaker
- Pippi Longstocking
- Prinses Mononoke
- The Rainmaker
- Red Corner
- Red River Valley
- The Saint
- Die Salzmänner von Tibet
- Scream 2
- Seven Years in Tibet
- The Shadow Conspiracy
- Spawn
- Speed 2: Cruise Control
- Spice World
- The Spirit Doesn't Come Anymore
- Starship Troopers
- Titanic
- Tomorrow Never Dies
- Turbulence
- U Turn
- La vita è bella
- Volcano
- Wag the Dog
- Waiting for Guffman
- Welcome to Sarajevo

1870-1879 · 1880-1889 · 1890 · 1891 · 1892 · 1893 · 1894 · 1895 · 1896 · 1897 · 1898 · 1899 · 1900 · 1901 · 1902 · 1903 · 1904 · 1905 · 1906 · 1907 · 1908 · 1909 · 1910 · 1911 · 1912 · 1913 · 1914 · 1915 · 1916 · 1917 · 1918 · 1919 · 1920 · 1921 · 1922 · 1923 · 1924 · 1925 · 1926 · 1927 · 1928 · 1929 · 1930 · 1931 · 1932 · 1933 · 1934 · 1935 · 1936 · 1937 · 1938 · 1939 · 1940 · 1941 · 1942 · 1943 · 1944 · 1945 · 1946 · 1947 · 1948 · 1949 · 1950 · 1951 · 1952 · 1953 · 1954 · 1955 · 1956 · 1957 · 1958 · 1959 · 1960 · 1961 · 1962 · 1963 · 1964 · 1965 · 1966 · 1967 · 1968 · 1969 · 1970 · 1971 · 1972 · 1973 · 1974 · 1975 · 1976 · 1977 · 1978 · 1979 · 1980 · 1981 · 1982 · 1983 · 1984 · 1985 · 1986 · 1987 · 1988 · 1989 · 1990 · 1991 · 1992 · 1993 · 1994 · 1995 · 1996 · 1997 · 1998 · 1999 · 2000 · 2001 · 2002 · 2003 · 2004 · 2005 · 2006 · 2007 · 2008 · 2009 · 2010 · 2011 · 2012 · 2013 · 2014 · 2015 · 2016 · 2017 · 2018 · 2019 · 2020 · 2021 · 2022 · 2023 · 2024 · 2025